# Torrioni
Torrioni es uno de los 119 municipios o comunas («comune» en italiano) de la provincia de Avellino, en la región de Campania. Con cerca de 633 habitantes, se extiende por una área de 4 km², teniendo una densidad de población de 158 hab/km². Linda con los municipios de Montefusco, Petruro Irpino, San Martino Sannita, San Nicola Manfredi, Santa Paolina, Tufo.

## Demografía
| Gráfica de evolución demográfica de Torrioni entre 1861 y 2001 |
|                                                                |
| Fuente ISTAT - elaboración gráfica de Wikipedia                |

- Datos: Q55132
- Multimedia: Torrioni / Q55132

1. ↑  Worldpostalcodes.org, código postal n.º 83010.
2. ↑  «Codici Catastali». Comuni-italiani.it (en italiano). Consultado el 29 de abril de 2017.